# Caledonia (condado de Waupaca, Wisconsin)
Caledonia es un pueblo ubicado en el condado de Waupaca en el estado estadounidense de Wisconsin. En el Censo de 2010 tenía una población de 1.627 habitantes y una densidad poblacional de 22,44 personas por km².

## Geografía
Caledonia se encuentra ubicado en las coordenadas 44°17′40″N 88°47′14″O / 44.29444, -88.78722. Según la Oficina del Censo de los Estados Unidos, Caledonia tiene una superficie total de 72.5 km², de la cual 71.8 km² corresponden a tierra firme y (0.96%) 0.7 km² es agua.

## Demografía
Según el censo de 2010, había 1.627 personas residiendo en Caledonia. La densidad de población era de 22,44 hab./km². De los 1.627 habitantes, Caledonia estaba compuesto por el 97.73% blancos, el 0.8% eran afroamericanos, el 0.31% eran amerindios, el 0.25% eran asiáticos, el 0% eran isleños del Pacífico, el 0.49% eran de otras razas y el 0.43% pertenecían a dos o más razas. Del total de la población el 1.6% eran hispanos o latinos de cualquier raza.